# Semjon Sergejewitsch Scherebzow
Semjon Sergejewitsch Scherebzow (russisch Семён Сергеевич Жеребцов; * 23. November 1992 in Omsk) ist ein russischer Eishockeyspieler, der seit 2012 beim HK Awangard Omsk in der Kontinentalen Hockey-Liga unter Vertrag steht und parallel bei Jermak Angarsk spielt.

## Karriere
Semjon Scherebzow begann seine Karriere als Eishockeyspieler in seiner Heimatstadt in der Nachwuchsabteilung des HK Awangard Omsk. In der Saison 2009/10 lief der Center erstmals für dessen Juniorenmannschaft Omskje Jastrebi in der neu gegründeten multinationalen Nachwuchsliga Molodjoschnaja Chokkeinaja Liga auf. Mit der Mannschaft gewann er in der Saison 2011/12 den Charlamow-Pokal. In der Saison 2012/13 gab er sein Debüt für die Profimannschaft von Awangard Omsk in der Kontinentalen Hockey-Liga. Parallel kam er zudem weiterhin für Jastreby Omsk in der MHL sowie in vier Spielen für Sauralje Kurgan in der Wysschaja Hockey-Liga, der zweiten russischen Spielklasse, zum Einsatz.  

## Erfolge und Auszeichnungen
- 2012 Charlamow-Pokal-Gewinn mit Omskje Jastreby